# Ecliptopera umbrosaria
Ecliptopera umbrosaria là một loài bướm đêm trong họ Geometridae.